# Diocese de São José dos Campos
A Diocese de São José dos Campos (Dioecesis Sancti Iosephi in Brasilia) é uma divisão territorial da Igreja Católica no estado de São Paulo. Sua sede é o município de São José dos Campos.

## História
Em 1 de maio de 1981, foi criada a Diocese de São José dos Campos, por bula do papa João Paulo II, composta pelas cidades de São José dos Campos, Jacareí, Monteiro Lobato, Igaratá, Paraibuna e Santa Branca. O primeiro bispo foi Dom Eusébio Oscar Scheid, SCJ. As cidades que compõem a Diocese de São José dos Campos pertenciam à Diocese de Taubaté-SP. Somente Igaratá pertencia à Diocese de Mogi das Cruzes.
O rápido aumento demográfico da região foi determinante para a criação da nova Diocese, a fim de garantir dinamismo e renovação da ação pastoral da Igreja.
Em 1981, a nova Diocese contava com 21 paróquias; 125 capelas (62 na zona rural e 63 na zona urbana); 25 presbíteros, sendo 16 diocesanos e 10 religiosos; 7 diáconos permanentes; 194 religiosas (distribuídas por 8 congregações e 18 comunidades) e 37 seminaristas. O primeiro Bispo foi Dom Eusébio Oscar Scheid SCJ, hoje cardeal Arcebispo Emérito do Rio de Janeiro, residente em São José dos Campos.
Acompanhando o crescimento demográfico e o desenvolvimento das cidades da Diocese, o Senhor Bispo juntamente com todo o clero, procurou incrementar a ação pastoral, fazendo crescer o número de leigos e leigas engajadas. Com o resultado desse trabalho, foram criadas 4 novas paróquias e novas pastorais. No final dos anos 80, tínhamos 11 coordenações de pastorais, movimentos e espiritualidades.
Em 1991, foi nomeado para a Diocese seu segundo bispo: Dom Nelson Westrupp SCJ que foi sagrado bispo no dia 20 de julho, na Associação Esportiva São José, com a presença de centenas de diocesanos. Dom Nelson, com seu trabalho e dedicação, deu um novo impulso pastoral para a vida de nossa Diocese. Ao ser transferido para a Diocese de Santo André, em outubro de 2003, a Diocese de São José dos Campos contava com 36 paróquias e um clero composto de 62 padres e 60 diáconos.
No dia 1 de outubro de 2003, a Diocese recebe a notícia da transferência de Dom Nelson Westrupp para a Diocese de Santo André, onde toma posse no dia 28 de novembro do mesmo ano. Em 1 de dezembro de 2003, eleito pelo Colégio de Consultores, Pe. Moacir Silva assume como administrador diocesano, com o firme propósito de dar continuidade aos trabalhos desenvolvidos na Diocese.
No dia 20 de outubro de 2004, Pe. Moacir Silva é nomeado bispo de São José dos Campos. Sua ordenação episcopal acontece no dia 11 de dezembro de 2004, no Pavilhão de Exposições, em São José dos Campos. "Com espírito de fé e movido pelo amor a Jesus Cristo e sua Santa Igreja, consciente de que o episcopado é um serviço e não uma honra, consciente também de minha pequenez diante da grandiosidade da missão, mas confiando na graça de Deus, estou assumindo a função de Bispo diocesano de São José dos Campos", afirmou Dom Moacir sobre sua nova missão no início de sua "Mensagem ao Povo de Deus", publicada no jornal Vale Paraibano de 12 de dezembro de 2004.
No dia 24 de Abril de 2013, o Santo Padre Francisco nomeia arcebispo de Ribeirão Preto sua Excelência Reverendíssima Dom Moacir Silva.
Em 20 de março de 2014 foi nomeado Dom José Valmor César Teixeira o 4º bispo da diocese. Dom César, tomou posse canônica da cátedra da diocese no dia 17 de maio de 2014.
A Diocese está dividida em 8 Regiões Pastorais, totalizando 46 paróquias, sendo 40 aos cuidados dos padres diocesanos, 5 ligadas a uma congregação religiosa (Comunidade Missionária Providência Santíssima, Congregação dos Sacerdotes do Sagrado Coração de Jesus, Salesianos de Dom Bosco e Missionários do Verbo Divino), 1 ligada à Arquidiocese Militar do Brasil e 2 Oratórios pertencentes à Prelazia do Opus Dei, 1 Oratório pertencente aos Legionários de Cristo (Regnum Christi), uma Capela pertencente à Ordem dos Servos de Maria e um Centro de Evangelização pertencente à Comunidade Canção Nova. Quatro pares de paróquias possuem o mesmo padroeiro: Imaculada Conceição, Nossa Senhora de Fátima, São José Operário e São Benedito.
Atualmente, a diocese possui cerca de 100 padres e 154 diáconos permanentes, sendo uma das dioceses mais populosas e com mais clérigos do Brasil e, possivelmente, da América Latina.

## Brasão

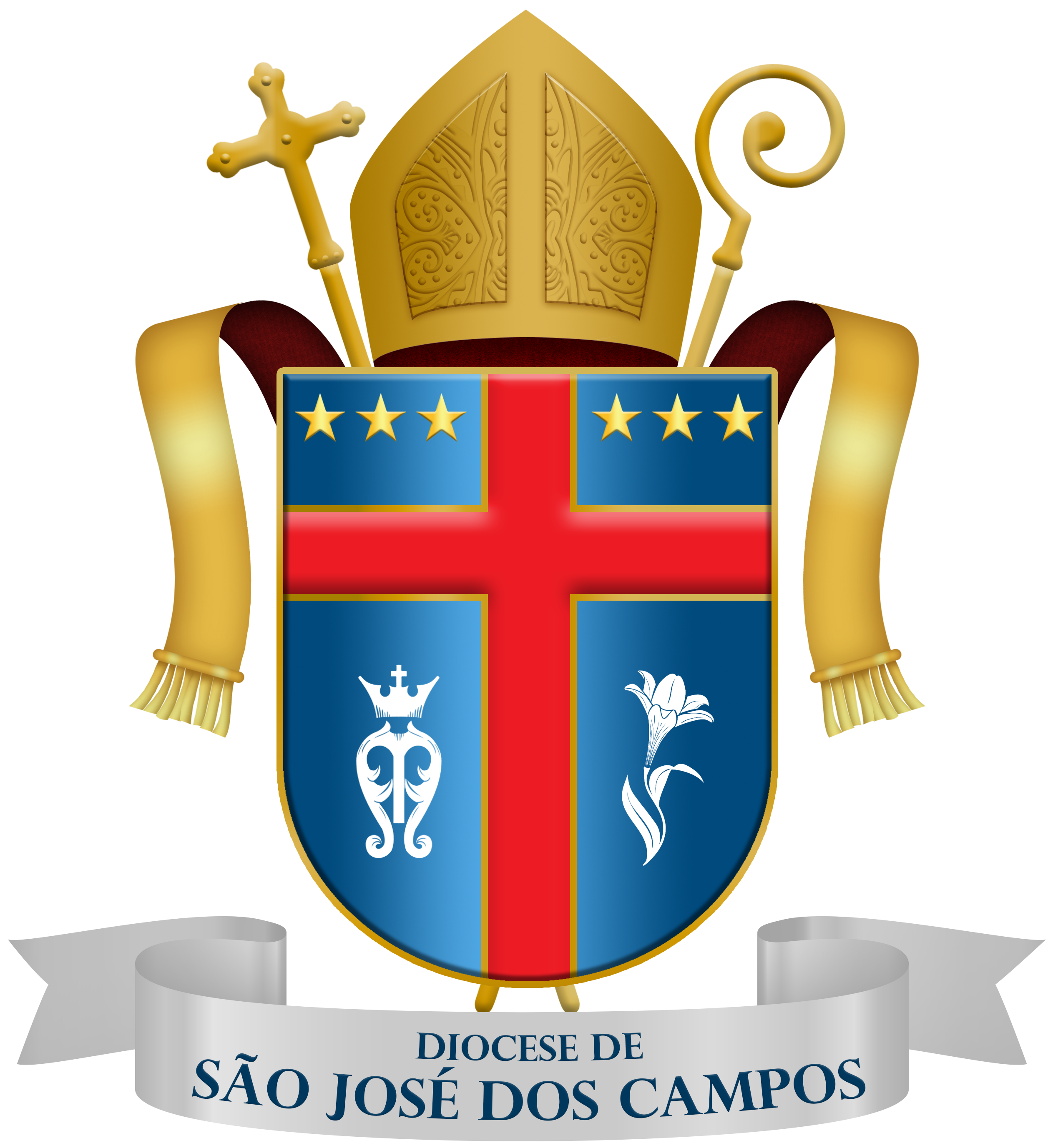
Brasão da Diocese de São José dos Campos

A Cruz processional com o báculo cruzados sustentando o escudo, e sobre ele a mitra com suas ínfulas esvoaçantes, constituem as insígnias da Igreja Particular, todos em ouro. O escudo ibérico em blau tem a cruz em goles no centro, perfilada de jalde; ela representa a centralidade do mistério de Cristo na vida da Diocese, pois “Jesus Cristo é a boa nova da salvação comunicada aos homens de ontem, de hoje e de sempre; mas, ao mesmo tempo, Ele é também o primeiro e supremo evangelizador. A Igreja deve colocar o centro da sua atenção pastoral e da sua ação evangelizadora em Cristo crucificado e ressuscitado. Tudo o que se projeta no campo eclesial deve partir de Cristo e do seu Evangelho” (Exortação Apostólica Pós-Sinodal Ecclesia in América, 67a). As seis estrelas em ouro, na parte superior do escudo, representam as seis cidades que constituem a Diocese, a saber: São José dos Campos, Jacareí, Santa Branca, Paraibuna, Igaratá e Monteiro Lobato. O monograma mariano em prata lembra a presença materna de Maria, na caminhada eclesial da Diocese, uma vez que ela “é o tipo da Igreja na ordem da fé, da caridade e da perfeita união com Cristo. No mistério da Igreja – pois também a Igreja é com razão chamada mãe e virgem – a Bem-aventurada Virgem Maria ocupa um lugar eminente e singular como modelo de virgem e de mãe” (Constituição Dogmática Lumen Gentium, 63). O lírio em argento representa São José, padroeiro principal da Diocese, uma vez que “a Igreja tem confiança no seu exemplo insigne, um exemplo que transcende cada um dos estados de vida e se propõe a toda a comunidade cristã, sejam quais forem a condição e as tarefas de cada um dos fiéis” (Exortação Apostólica Redemptoris Custos, 30a). Abaixo do escudo, o listel prateado com letras em blau vem identificando o nome da Diocese.

## Bispos
Desde a sua fundação, a diocese foi comandada por quatro bispos. São eles:
| #  | Nome                                   | Período    | Notas                               |
| -- | -------------------------------------- | ---------- | ----------------------------------- |
| 4º | Dom José Valmor César Teixeira, S.D.B. | 2014–atual |                                     |
| 3º | Dom Moacir Silva                       | 2004–2013  | Nomeado Arcebispo de Ribeirão Preto |
| 2º | Dom Nelson Westrupp, S.C.J.            | 1991–2003  | Nomeado Bispo de Santo André        |
| 1º | Dom Eusébio Oscar Scheid, S.C.J.       | 1981–1991  | Nomeado Arcebispo de Florianópolis  |

### Bispos oriundos
Há cinco bispos oriundos da Diocese, são eles:
- Dom Dimas Lara Barbosa, Arcebispo de Campo Grande
- Dom Moacir Silva, Arcebispo de Ribeirão Preto
- Dom José Roberto Fortes Palau, Bispo de Limeira
- Dom Rogério Augusto das Neves, bispo auxiliar de São Paulo
- Dom Paulo Renato Fernandes Gonçalves de Campos, bispo eleito de Barra do Garças.

Também trabalhou por anos na Diocese Dom Levi Bonatto, então sacerdote da Prelazia do Opus Dei, hoje bispo auxiliar de Goiânia.

Outra referência é que reside hoje na Diocese Dom Antônio Carlos Altieri, SDB, arcebispo emérito de Passo Fundo. Também residiram no território diocesano Dom Hilário Moser, SDB (bispo emérito de Tubarão) e Dom Eusébio Oscar Cardeal Scheid, SCJ (falecido, arcebispo emérito do Rio de Janeiro).